# Braunauer Eisenbahnbrücke

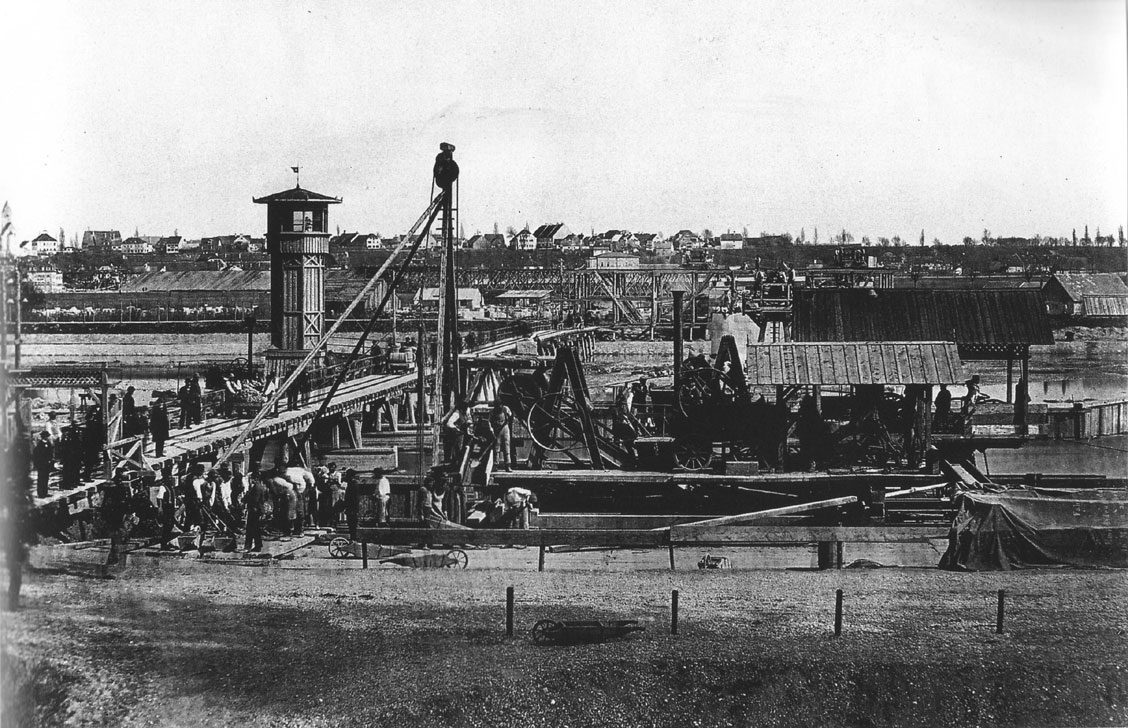
A híd építése 1869-ben

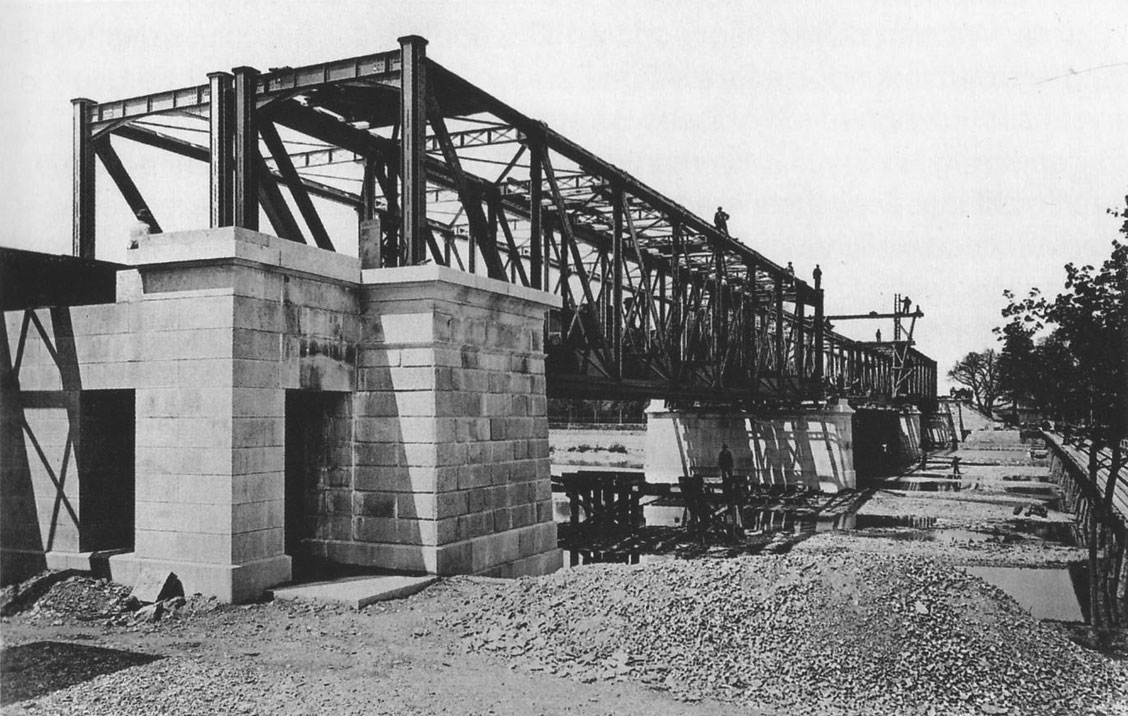
A híd építése 1970-ben

A  Braunauer Eisenbahnbrücke egy vasúti híd Münchenben az Isar folyó felett. A hídon halad át a villamosított Münchner Südring. A hidat 1869-ben kezdték építeni, majd 1871. március 15-én adták át.